# Larry Flynt Publications
A Larry Flynt Publications é uma empresa do ramo do entretenimento adulto fundada por Larry Flynt em 1976 e que atualmente produz filmes, revistas e sites de conteúdo adulto.